# Lathyrus eucosmus
Lathyrus eucosmus là một loài thực vật có hoa trong họ Đậu. Loài này được Butters & St.John miêu tả khoa học đầu tiên.